# Plug In America
Plug In America es una organización estadounidense educativa sin ánimo de lucro del tipo 501(c)(3) que promueve y defiende el uso de vehículos enchufables alimentados por electricidad renovable para reducir la dependencia de combustibles fósiles, los gases de efecto invernadero y el cambio climático. y mejorar el entorno global.

## Historia

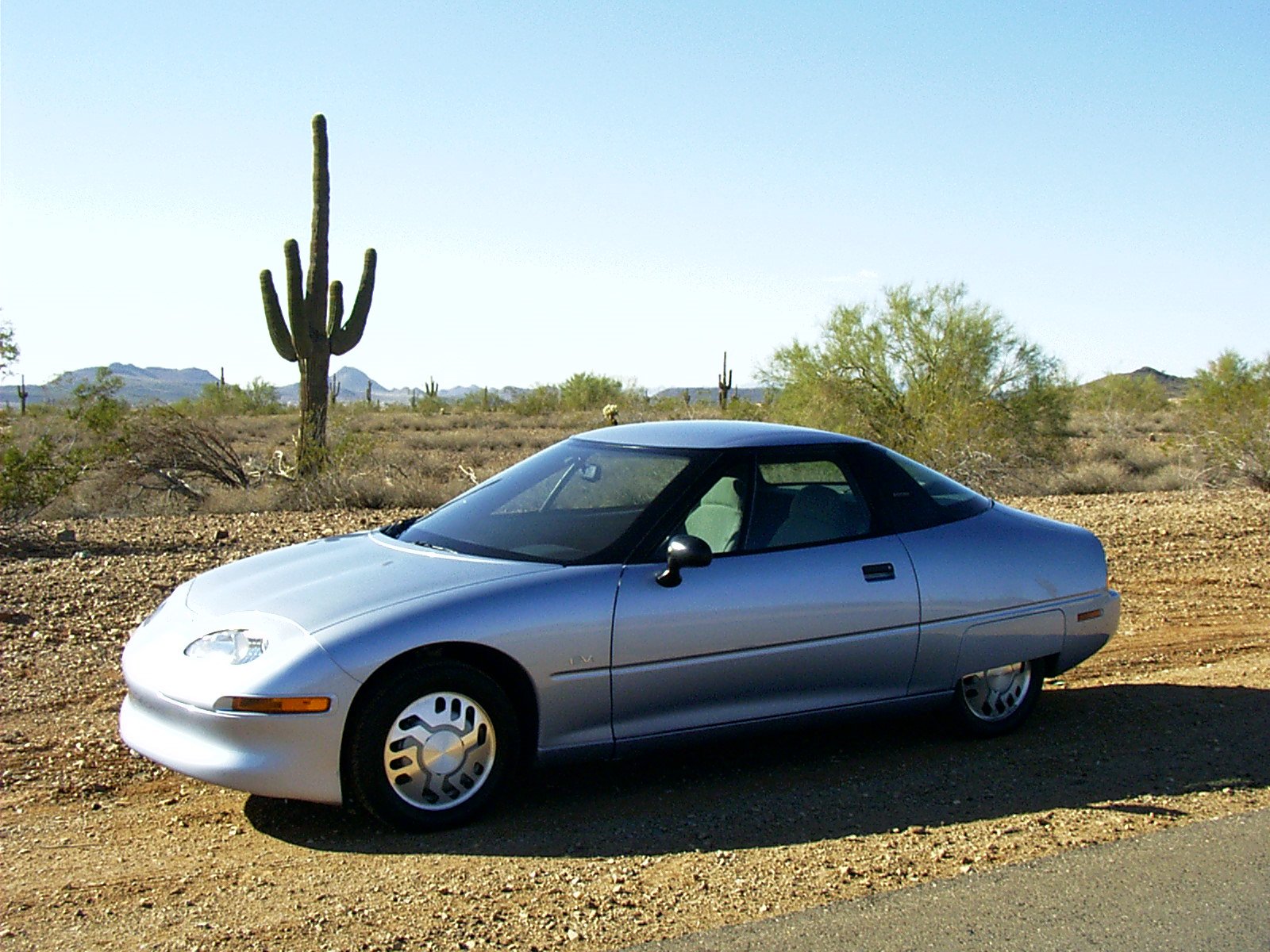
GM EV1

Plug In America se inició con la asociación Don't Crush, una coalición organizada para detener la destrucción de vehículos eléctricos al final de su arrendamiento por los fabricantes de automóvil.
En 2005 un grupo de usuarios de coches eléctricos se manifestaron para detener la destrucción de miles de coches eléctricos producidos por los grandes fabricantes de automóviles para cumplir la ley de California que les obligaba a fabricar coches de cero emisiones. Los fabricantes inicialmente cumplieron la ley pero presionaron con fuerza hasta la revocación de la ley.
La destrucción de coches de cero emisiones galvanizó a los movimientos ciudadanos que formaron dontcrush.com.
Estos activistas tuvieron éxito al salvar del achatarramiento al menos 1 000 vehículos eléctricos Ford y Toyota. Sin embargo, GM continuó la destrucción del innovador GM EV1 a pesar de la oferta de dontcrush de comprar los últimos 80 vehículos por 1,9 millones de USD. La destrucción de los GM EV1 quedó reflejada en el documental Who Killed the Electric Car?.
El miembro del consejo Sherry Boschert escribió un libro para educar a los consumidores sobre los beneficios de los vehículos enchufables. Poco después con el impulso de Chelsea Sexton dontcrush se transformó en Plug In America, una organización que trabaja para educar al público, los fabricantes de coches y los gobernantes sobre la eficiencia de los coches eléctricos con el objetivo final de poner vehículos enchufables en las carreteras de forma masiva.
Plug In America lanzó la campaña NO PLUG, NO DEAL (sin enchufe no hay trato) en la que pedía a los consumidores que hicieran saber a los fabricantes que querían vehículos enchufables.
Los miembros del consejo de Plug in America participan en reuniones y conferencias para educar a la población sobre los vehículos eléctricos. La organización tiene una base de unas 30 000 personas.

## Objetivos
Plug In America promueve el uso de vehículos limpios y sostenibles. Esto incluye también la energía para alimentarlos, que debe ser fundamentalmente electricidad doméstica y no combustibles fósiles importados o combustibles alternativos menos prácticos.
Plug In America afirma que no son necesarias nuevas plantas eléctricas para alimentar vehículos enchufables. Cita un estudio de 2007 del Department of Energy de Estados Unidos que decía que la capacidad eléctrica instalada podría alimentar el 73% de los vehículos que circulaban en Estados Unidos, lo que supondría 178 millones de vehículos enchufables. Conducir usando la electricidad producida por las actuales fuentes de energía es más limpio que hacerlo con gasolina y se irá haciendo más limpio a medida que se usen más energías limpias para producir electricidad.
Plug In America está en contra de la construcción de nuevas plantas nucleares, de carbón o de otros combustibles controvertidos.
Está a favor de la energía eólica, energía termosolar de concentración, energía solar fotovoltaica, biocombustibles, biomasa y energía geotérmica. Promueve también el cierre progresivo de las centrales de carbón para reducir las emisiones de efecto invernadero.

## Logros

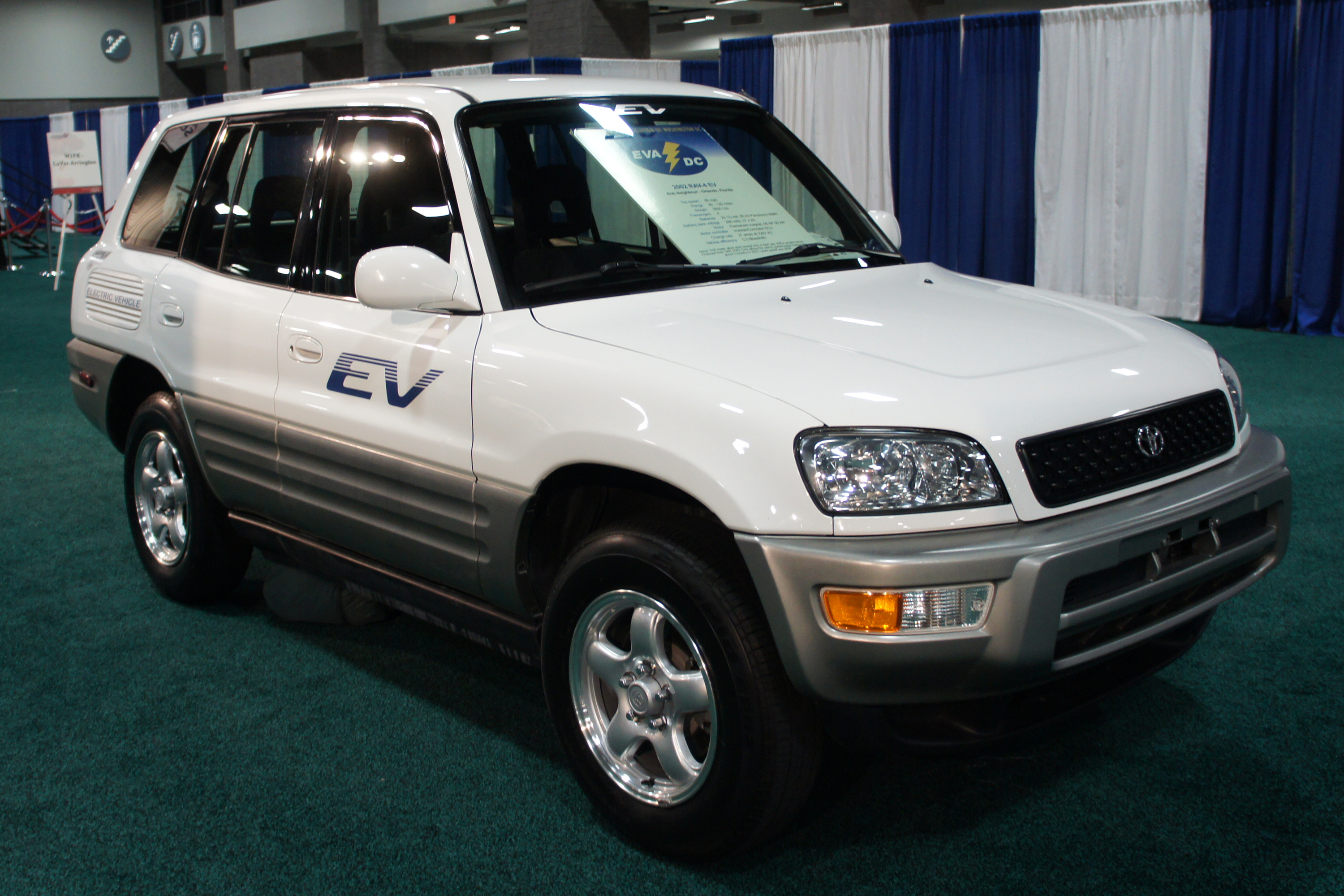
Toyota RAV4 EV

- Ford Ranger EV]. En 2005 DontCrush.com William Korthof de EE Solar & Rainforest Action Network's JumpstartFord y Dave Raboy y Heather Bernikoff iniciaron protestas que alcanzaron cobertura nacional en Estados Unidos. En apenas una semana Ford canceló la destrucción de 150 Ford Ranger EV. Los arrendatarios consiguieron los derechos para comprar sus vehículos.[4]

- Toyota RAV4 EV. En 2005 DontCrush.com comenzó una campaña de presión a Toyota para mantener sus coches eléctricos en la carretera. La divulgación sobre la futura destrucción de los Toyota RAV4 EV alcanzó un gran apoyo popular. Tras una reunión de DontCrush.com con Toyota se llegó al acuerdo para permitir la compra o prórroga de contratos de arrendamiento de los RAV4 EV que quedaban. La mayoría de esos vehículos siguen en funcionamiento en 2015.[4]

- A principios de 2009 los simpatizantes de Plug In America enviaron más de 50 000 cartas a los congresistas estadounidenses para que las subvenciones a la compra de coches eléctricos se incluyeran en el paquete de estímulos económicos.

- Plug In America fue una parte fundamental en la consecución del acceso de los híbridos enchufables al carril de alta ocupación HOV desde 2012.[2]

## Vehículo eléctrico y energía solar

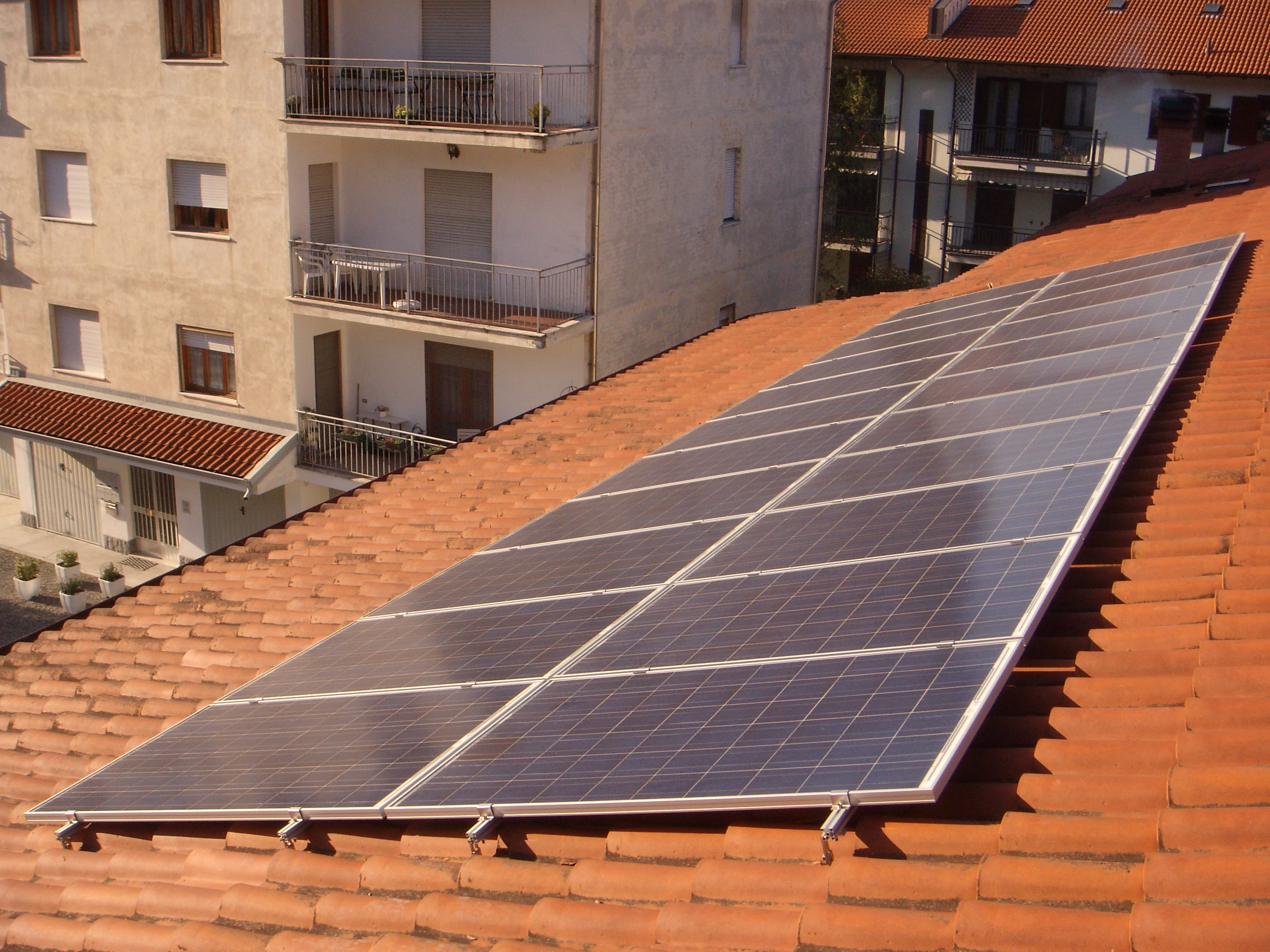
Paneles solares fotovoltaicos en el tejado de una casa.

Plug In America promueve la recarga de los vehículos eléctricos desde energía solar fotovoltaica. Un vehículo que haga 19 000 kilómetros al año gasta unos 3000-4000 kWh que pueden ser generados por paneles fotovoltaicos de 1,5 kW a 3 kW que ocupan una superficie de tejado de 14 a 28 m².

## Hidrógeno
Plug In America no apoya los coches alimentados por hidrógeno con célula de combustible (FCV: Fuel Cell Vehicle) porque:
- Un vehículo FCV usa 4 veces más electricidad por kilómetro que uno eléctrico de baterías si el hidrógeno se obtiene por electrólisis.
- Un vehículo FCV es un 40% menos eficiente que uno eléctrico de baterías si el hidrógeno se obtiene desde gas natural y además emite cantidades significativas de CO2 en el proceso.
- La infraestructura para transportar, almacenar y distribuir el hidrógeno costaría miles de millones de USD mientras que la red de distribución eléctrica ya existe.
- Los riesgos del manejo del hidrógeno son mucho mayores que los de las baterías. El hidrógeno es inflamable, incoloro e inodoro.[5]

## Equipo directivo
En mayo de 2015 formaban parte del equipo directivo: Michael Thwaite (Presidente), Richard Kelly (Viceresidente), Mike Kane (Tesorero), Jeff Finn (Secretario), Dan Davids, Tom Saxton, Colby Trudeau, Ron Freund, Jay Friedland, Marc Geller, Jennifer Krill, Barry Woods, Kirk Brown, Erin Tator, Zan Dubin-Scott y Bob Tregilus.